# Univerza v Leónu
Univerza v Leónu je javna univerza s sedežem v španskem mestu León, z dodatnim kampusom v mestu Ponferrada.
Začetki univerze segajo v leto 1843, ko se ustanovi Normalna šola za učitelje ali Seminar za učitelje javnih šol in se v podrejeni veterinarski šoli, ustanovljeni leta 1852, postavijo temelji za prihodnjo Univerzo v Leónu. Ustanovljena je bila leta 1972 z odcepitvijo od Univerze v Oviedu, in sicer iz različnih šol in fakultet, ki so bile od nje odvisne in so v mestu León v preteklosti obstajale že več ali manj časa.
V zadnjih letih je univerza podpisala pomembne dogovore o sodelovanju, med katerimi izstopa tisti, podpisan z Univerzo v Washingtonu, ki je v Leónu omogočil namestitev drugega evropskega sedeža te univerze za poučevanje španščine, s kapaciteto za 500 študentov, in tisti, podpisan z Univerzo v Xiangtanu, ki je pripomogel k ustanovitvi Konfucijevega inštituta v Leónu.

## Zgodovina
19. stoletje
Kot že omenjeno v uvodu, se zametki te univerze nahajajo v letu 1843, ko se ustanovi Normalna šola za učitelje ali Seminar za učitelje javnih šol, ki kasneje postane Pedagoška fakulteta. Leta 1852 se ustanovi podrejena veterinarska šola, ki se sčasoma spremeni v veterinarsko fakulteto, ki ima dandanes na celotni univerzi največji sloves in vpliv. Preostanek 19. stoletja se ne ustanovijo novi izobraževalni centri, se pa zato to zgodi v naslednjem stoletju.
20. stoletje
Leta 1914 se na pobudo odgovornih v ministrstvu za trgovanje in industrijo v Leónu ustanovi preprosta/osnovna šola trgovanja. Leta 1943 se podrejena veterinarska šola spremeni v veterinarsko fakulteto, s pomočjo katere se leta 1961 ustanovi sekcija bioloških znanosti, ki pa ne zaživi vse do leta 1968.
Veterinarska fakulteta velja za pravi začetek Univerze v Leónu, saj je poleg sekcije bioloških znanosti vzela pod okrilje tudi poučevanje prava, akademijo San Raimundo de Peñafort in SEU, ki pripada univerzi v Oviedu. Poleg tega je v zgradbi veterinarske fakultete bila tudi šola za delovodje v rudnikih in metalurških tovarnah, ki je kasneje postala višja tehnična šola za rudniške inženirje, ter tudi šola za kmetijske strokovnjake, ki je predhodnica današnje višje tehnične šole kmetijskega inženirstva.
Ustanovitev univerze
Na poti do ustanovitve univerze je bilo potrebno preseči pravno zahtevo, vsebina katere je bila, da morajo najprej obstajati tri fakultete, preden se univerza sploh lahko ustanovi. Leta 1970 je splošni zakon o izobraževanju, ki je dovolil priključitev aktualnih univerzitetnih šol k univerzi, povzročil buren odziv tamkajšnje javnosti, ta pa je omogočil začetek procesa ustanavljanja univerze. 
Leta 1972 je nastala univerzitetna šola León, katero je financirala Caja León, danes Caja España (zavarovalna/kreditna ustanova v provinci Castilla y León), najprej za humanizem in umetnost ter kasneje še za pravo. Sekcija bioloških znanosti se je spremenila v fakulteto leta 1975. 
Sprememba se je zgodila leta 1979 (ko je Španija že bila demokratično urejena), ko se je objavil zakon 29/1979, s katerim se je ustanovila univerza v Leónu in so ji priključili univerzitetne šole proizvodnega inženirstva in tehnologije, tiste šole, ki so bile pripisane zdravstvu in ki so takrat pripadale svetu province León, tisto, ki se je zavzela za oblikovanje učiteljskega zbora obveznega osnovnošolskega izobraževanja v Ponferradi in ki jo je financirala katoliška cerkev in tisto, ki je obravnavala socialno delo.
21. stoletje
Danes ima univerza v Leónu dva kampusa, enega v mestu León, na območju Vegazane, ki je v preteklosti pripadala škofiji Leóna, in drugega v mestu Ponferrada, ki se nahaja na območju starodavne bolnišnice Camino de Santiago in ki je bila odprta leta 1996. V celoti univerza ponuja 37 dodiplomskih in 18 podiplomskih študijev.
V tem stoletju je zelo pomembno sodelovanje z drugimi univerzami. V uvodu omenjeni univerzi iz Washingtona in Xiangtana sta zaradi dogovorov z univerzo v Leónu dobili vsaka svoj sedež v tem mestu. Prva v palači grofov de Luna, in druga, začasno, v stavbi Centra za jezike na univerzi v Leónu.

## Centri in fakultete
Univerza v Leónu ima 8 fakultet (Veterinarsko fakulteto, Pravno fakulteto, Filozofsko fakulteto, Ekonomsko fakulteto, Pedagoško fakulteto, Fakulteto za šport, Zdravstveno fakulteto in Biotehniško fakulteto), 6 šol in 2 priključena privatna centra, ki sta razdeljena med kampusoma mest Vegazana in Ponferrada. Poleg tega univerza ponuja še jezikovni center, IKT Center(Center informacijsko-komunikacijskih tehnologij) v katerem se nahaja superračunalnik Caléndula in v katerem opravlja vaje podjetje HP. Univerzi je pridružena tudi Veterinarska bolnica Castille in Leóna, kjer izvajajo prakso študentje Veterinarske fakultete. Ta bolnica pokriva več provinc, in sicer poleg Castille in Leóna še Asturias, Kantabrijo in Baskijo.
Rektorat
Rektorat se nahaja v centru mesta León in zavzema starodavno zgradbo, ki je bila skozi desetletja zatočišče Veterinarske fakultete. Potem ko je zapustila avenijo, ki danes nosi njeno ime (Avenija veterinarske fakultete) in se preselila v kampus Vegazane, je bila stavba popolnoma preurejena in prilagojena svoji novi funkciji, to je, paviljon vlade, z rektoratom in administrativno službo ter prostori za goste Univerze (v španščini se ti prostori imenujejo s skupno besedo hospedería). Prav tako so se pripravile različne učilnice/predavalnice, avle, predprostori in dvorane, kjer se izvajajo najbolj slavnostne prireditve Institucije.
Nova zgradba je bila odprta 18. decembra 1989 na svečani prireditvi, ki ji je prisostvovalo devet rektorjev ter avtonomne, provincialne in lokalne oblasti.
Študentski dom
Obsega večinski del stare zgradbe Veterinarske fakultete v centru mesta, kjer se nahaja tudi paviljon vlade. Študentski dom študentom ponuja prostore, v katerih se izvajajo kulturne in prostočasne dejavnosti. Poleg številnih učilnic, ki so odprte do poznih ur (pred in med izpitnim obdobjem tudi vse tja do polnoči), se tam nahaja tudi Ateneo Cultural, kjer imajo svoje prostore gledališče El Albéitar, dvorane v katerih se izvajajo konference, razstave, delavnice ipd.
Na dvorišču, ki vodi do zgradbe, se je nedavno zgradila majhna zgradba imenovana del XXV Aniversario, ki gosti administrativne sestanke in trgovino Univerze.

## Univerza v številkah
Univerza v Leónu je uspela v zadnjih letih zaustaviti upad števila na novo vpisanih študentov v dodiplomske študije in tako postala ena izmed univerz, ki na državnem nivoju predstavljajo najboljše razmerje med številom vpisanih študentov in številom prebivalcev v provinci, v kateri se univerza nahaja. Po poročilu Fundacije znanja in razvoja se Univerza v Leónu s svojim razmerjem med obema številoma nahaja na šestem mestu od skupno 73 univerz. Ta rezultat je nekaj zelo pozitivnega, saj je potrebno upoštevati, da se je ta zaustavitev upada števila študentov zgodila v zelo neugodnem okolju, v katerem ne smemo zanemariti konstantnega upada mladega prebivalstva, ekonomske krize in visokih davkov v tej provinci.
V skladu z javnimi podatki Integriranega sistema za univerzitetne informacije (SIIU=Sistema Integrado de Información) se je v študijskem letu 2016-2017 vpisalo 1.944 novih dodiplomskih študentov, praktično isto število kot leto poprej in to dokazuje, da se je vpis stabiliziral.
| Študijsko leto | Število novih dodiplomskih študentov | Primerjava števila novih študentov tekočega in prejšnjega študijskega leta |
| -------------- | ------------------------------------ | -------------------------------------------------------------------------- |
| 2013-2014      | 2.085                                | -                                                                          |
| 2014-2015      | 2.057                                | - 28 študentov (- 1'34 %)                                                  |
| 2015-2016      | 1.943                                | - 114 študentov (- 5'54 %)                                                 |
| 2016-2017      | 1.944                                | + 1 študent (=)                                                            |

Pomembno je omeniti tudi, da se je število vseh študentov skozi vsa leta zmanjševalo, vendar v različnih obsegih. Tako lahko iz spodnje tabele razberemo, da je upad v letu 2014 bil dosti večji kot leta 2016.
| Študijsko leto | Skupno število dodiplomskih študentov | Primerjava števila vseh študentov tekočega in prejšnjega študijskega leta |
| -------------- | ------------------------------------- | ------------------------------------------------------------------------- |
| 2013-2014      | 11.253                                | -                                                                         |
| 2014-2015      | 10.741                                | - 512 študentov (- 5'55 %)                                                |
| 2015-2016      | 10.273                                | - 468 študentov (- 4'37 %)                                                |
| 2016-2017      | 10.079                                | - 194 študentov (- 1'88%)                                                 |

V dveh študijskih letih (2014-2015 in 2015-2016) je skupno število dodiplomskih študentov bilo večje (v primerjavi s študijskim letom 2016-2017) tudi na račun na novo uvedenih Programov prilagoditve dodiplomskega študija. Če odvzamemo število študentov v teh programih, je število vseh študentov naraslo z 8.967 v študijskem letu 2014-2015 na 10.079 v študijskem letu 2016-2017.
| Študijsko leto 2014/15 | Stopnja učinkovitosti | Stopnja uspeha | Stopnja ovrednotenja |
| ---------------------- | --------------------- | -------------- | -------------------- |
| Univerza v Leónu       | 79,2 %                | 85,8 %         | 92,3 %               |
| Državno povprečje      | 77,5 %                | 87,7 %         | 84,4 %               |

## Osebnosti

### Rektorji
- Andrés Suárez y Suárez (1982-1984), Predstojnik katedre za kmetijstvo(agrikulturo) in agrarno ekonomiko
- Miguel Cordero del Campillo (1984-1986), Predstojnik katedre za parazitologijo
- Juan Manuel Nieto Nafría (1986-1990), Predstojnik katedre za zoologijo
- Julio César Santoyo Mediavilla (1990-2000), Predstojnik katedre za prevajalstvo in razumevanje(interpretacijo)
- Ángel Penas Merino (2000-2008), Predstojnik katedre za botaniko
- Jose Ángel Hermida Alonso (2008-2016), Predstojnik katedre za matematiko
- Juan Francisco García Marín (2016-), Predstojnik katedre za patološko anatomijo

### Častni doktorji
- Victoriano Crémer (1906-2009), pesnik, pisatelj in esejist.
- Ramón Carnicer Blanco (1912-2007), pisatelj.
- Antonio Pereira (1923-2009), pesnik in pisatelj.
- Ramón Martín Mateo (1928), pravnik .
- Antonio Gamoneda (1931), pesnik.
- Manuel Castells (1942), sociolog.

### Ugledni profesorji
- Enrique Javier Díez Gutiérrez, esejist in pedagog. (Profesor izobraževanja)
- Salvador Gutiérrez Ordóñez, jezikoslovec. (Profesor filozofije)
- José Enrique Martínez Fernández, filolog, pesnik in esejist. (Profesor filozofije)
- Jaime Rabanal García, politik in ekonomist. (Profesor ekonomije in podjetništva)
- Francisco Sosa Wagner, politik, pravnik in pisatelj. Poslanec evropskega parlamenta kot član španske stranke Unión Progreso y Democracia (Združitev napredek in demokracija) (Profesor prava)
- José Ramón Morala Rodríguez, filolog in raziskovalec. Priznan član Španske realne akademije in častni član Akademije za asturski jezik. (Profesor filozofije)

### Znani študentje
- José Luis Rodriguez ZapateroJosé Luis Rodríguez Zapatero, Predsednik vlade (2004-2011) in politik. (Študent prava)
- Ana Isabel Conejo, pesnica in prevajalka. (Študentka biologije)
- Javier Menéndez Llamazares, pisatelj. (Študent bibliotekarstva in informacijske znanosti, in jezikoslovja)
- Raquel Lanseros, pesnica in prevajalka. (Študentka angleške filologije)
- Manuel Núñez Pérez, Minister za zdravje (1981-1982), odvetnik in politik. (Študent prava)